# Zhemgang
Zhemgang – miasto w Bhutanie, w dystrykcie Żemgang. Według danych z 2017 roku liczyło 2177 mieszkańców.